# Бещий
Бещий — хутор в Россошанском районе Воронежской области.
Входит в состав Новопостояловского сельского поселения.

## География
На хуторе имеется одна улица — Дорожная.

## Население
| 2010 |
| ---- |
| 47   |